# Liste der Bodendenkmäler in Klingenberg am Main
Auf dieser Seite sind die Bodendenkmäler in der unterfränkischen Stadt Klingenberg am Main zusammengestellt. Diese Tabelle ist eine Teilliste der Liste der Bodendenkmäler in Bayern. Grundlage ist die Bayerische Denkmalliste, die auf Basis des Bayerischen Denkmalschutzgesetzes vom 1. Oktober 1973 erstmals erstellt wurde und seither durch das Bayerische Landesamt für Denkmalpflege geführt wird. Die folgenden Angaben ersetzen nicht die rechtsverbindliche Auskunft der Denkmalschutzbehörde.

## Bodendenkmäler in Klingenberg am Main
| Lage       | Objekt                                                                                 | Akten-Nr.     | Bild |
| ---------- | -------------------------------------------------------------------------------------- | ------------- | ---- |
| (Standort) | Vorgeschichtliche Grabhügel.                                                           | D-6-6220-0001 |      |
| (Standort) | Vorgeschichtliche Grabhügel.                                                           | D-6-6220-0002 |      |
| (Standort) | Mittelalterliche Ringwallanlage „Alte Schanze“.                                        | D-6-6221-0039 |      |
| (Standort) | Mittelalterlicher Ringwall.                                                            | D-6-6221-0040 |      |
| (Standort) | Mittelalterlicher Turmhügel „Heunenhügel“.                                             | D-6-6221-0041 |      |
| (Standort) | Bestattungsplatz der Urnenfelderzeit sowie Kastell der römischen Kaiserzeit.           | D-6-6221-0050 |      |
| (Standort) | Siedlung vor- und frühgeschichtlicher Zeitstellung.                                    | D-6-6221-0073 |      |
| (Standort) | Siedlung vor- und frühgeschichtlicher Zeitstellung.                                    | D-6-6221-0076 |      |
| (Standort) | Hoch- bis spätmittelalterliche Burganlage.                                             | D-6-6221-0147 |      |
| (Standort) | Archäologische Befunde des Mittelalters und der frühen Neuzeit im Bereich der Altstadt | D-6-6221-0148 |      |
| (Standort) | Archäologische Befunde im Bereich der hoch- bis spätmittelalterlichen Stadtbefestigung | D-6-6221-0149 |      |
| (Standort) | Archäologische Befunde im Bereich der frühneuzeitlichen Kath. Pfarrkirche St. Pankraz  | D-6-6221-0150 |      |
| (Standort) | Archäologische Befunde im Bereich des frühneuzeitlichen ehem. Amtsschlosses            | D-6-6221-0151 |      |
| (Standort) | Archäologische Befunde im Bereich der frühneuzeitlichen Kath. Pfarrkirche              | D-6-6221-0153 |      |
| (Standort) | Archäologische Befunde im Bereich der frühneuzeitlichen Kreuzkapelle bei Röllfeld.     | D-6-6221-0155 |      |
| (Standort) | Archäologische Befunde                                                                 | D-6-6221-0157 |      |
| (Standort) | Archäologische Befunde im Bereich der frühneuzeitlichen Kath. Pfarrkirche              | D-6-6221-0159 |      |